# Coupe du Portugal de football 1939-1940
Navigation
Coupe du Portugal 1938-1939 Coupe du Portugal 1940-1941
La 2e édition de la Coupe du Portugal voit la victoire finale du Benfica Lisbonne.

## Participants
- AF Lisbonne : SL Benfica, Os Belenenses, Carcavelinhos FC, Casa Pia AC, Sporting CP
- AF Porto : Académico FC, Boavista FC, Leixões SC, FC Porto
- AF Setúbal : FC Barreirense, Vitória Setúbal
- AF Algarve : SC Farense
- AF Castelo Branco : SC Covilhã
- AF Coimbra : Académica de Coimbra
- AF Madère : CS Marítimo

## Huitièmes de finale
Ce premier tour voit l'élimination du tenant du titre face à un club qui évolue en deuxième division, mais aussi l'écrasante victoire du FC Porto qui sur l'ensemble des deux matchs marque pas moins de 22 buts.
| Equipe 1         | Aller | Date        | Retour | Date        | Equipe 2        |
| ---------------- | ----- | ----------- | ------ | ----------- | --------------- |
| Carcavelinhos FC | 1-5   | 26 mai 1940 | 5-0    | -           | Vitória Setúbal |
| SC Farense       | 0-6   | 26 mai 1940 | 0-9    | 2 juin 1940 | Sporting CP     |
| Leixões SC       | 1–12  | 26 mai 1940 | 3–10   | 2 juin 1940 | FC Porto        |
| FC Barreirense   | 1–0   | 26 mai 1940 | 3–1    | -           | Académico FC    |
| Boavista FC      | 1–5   | 26 mai 1940 | 5–0    | 2 juin 1940 | Académica       |
| SL Benfica       | 9–0   | 26 mai 1940 | 2–1    | 2 juin 1940 | Casa Pia AC     |
| Belenenses       | 7–0   | 26 mai 1940 | 6–0    | -           | Sp. Covilhã     |

## Quarts de finale
Tout comme de l'édition précédente le Sporting CP rencontre son homologue de Lisbonne, Belenenses, mais cette fois ci l'avantage revient aux bleus du quartier de Belém. Le FC Porto rencontre à nouveau un club de l'AF Porto, à qui il inflige 13 buts en deux matchs.
| Equipe 1       | Aller | Date        | Retour | Date         | Equipe 2         |
| -------------- | ----- | ----------- | ------ | ------------ | ---------------- |
| FC Barreirense | 3–2   | 9 juin 1940 | 5–0    | -            | CS Marítimo      |
| Belenenses     | 4-1   | 9 juin 1940 | 1-3    | 16 juin 1940 | Sporting CP      |
| Benfica        | 6-0   | 9 juin 1940 | 2-1    | 16 juin 1940 | Carcavelinhos FC |
| FC Porto       | 7–0   | 9 juin 1940 | 6-0    | 16 juin 1940 | Boavista FC      |

## Demi-finale
Après les matchs aller-retour aucune des deux équipes? entre le FC Porto et Belenenses ne s'est départagé; la règle des buts à l'exterieur comptant double est à l'époque inexistante. C'est donc un match supplémentaire qui désigne le finaliste.
| Equipe 1 | Aller | Date         | Retour | Date         | Play-off | Date           | Equipe 2       |
| -------- | ----- | ------------ | ------ | ------------ | -------- | -------------- | -------------- |
| FC Porto | 1–1   | 23 juin 1940 | 4-4    | 30 juin 1940 | 0-2      | 3 juillet 1940 | Belenenses     |
| Benfica  | 5-2   | 23 juin 1940 | 2-1    | 30 juin 1940 | -        | -              | FC Barreirense |

## Finale
La finale s'est tenue au Estádio do Lumiar à Lisbonne qui est aussi le terrain du Benfica, le 7 juillet 1940 et est arbitré par Santos Palma.
Le Benfica l'emporte sur le score de 3 buts à 1 face au Os Belenenses.
Il s'agit ici de la première Coupe du Portugal gagnée par le Benfica Lisbonne.
Meilleurs techniquement et plus rapide le Benfica Lisbonne s'impose assez facilement face à une équipe d'Os Belenenses sans âme. Après deux buts marqués en une demi-heure (deux fautes du gardien Salvador) les rouges de Lisbonne temporisent jusqu'à la mi-temps. De retour des vestiaires les équipes restent sur la même base qu'à la fin de la première période, cela jusqu'au 3e but des "Benfiquistes", piqué au vif les bleus de Belenenses, par le biais de leurs argentins (Tarrio, Scopelli et Tellechea) impulsent le jeu vers l'avant et finissent par sauver l'honneur en marquant un but par l'intermédiaire de Rafael Correia, mais la réaction est tardive. Le Benfica Lisbonne, remporte le premier titre d'une longue série en coupe du Portugal.

### Feuille de match
| 7 juillet 1940 | SL Benfica                                                         | 3 – 1   | Os Belenenses      | Estádio do Lumiar, Lisbonne              |                                          |
|                | Francisco Rodrigues 15e · Alfredo Valadas 34e · Espírito Santo 65e | (2 - 0) | Rafael Correia 78e | Spectateurs : 0 Arbitrage : Santos Palma | Spectateurs : 0 Arbitrage : Santos Palma |

| SL Benfica | Os Belenenses |

| SL Benfica : |    |                          |
|              |    |                          |
| G            | 1  | António Martins          |
| D            | 2  | Francisco Elói           |
| D            | 3  | Gaspar Pinto             |
| G            | 4  | Francisco Ferreira (cap) |
| M            | 5  | Francisco Albino         |
| M            | 6  | César Ferreira           |
| M            | 7  | Espírito Santo           |
| A            | 8  | Francisco Rodrigues      |
| A            | 9  | Alfredo Valadas          |
| A            | 10 | Alexandre Brito          |
| A            | 11 | Semilhas                 |
| Entraîneur : |    |                          |
| János Biri   |    |                          |

| Os Belenenses :      |    |                      |
|                      |    |                      |
| G                    | 1  | Salvador Jorge       |
| D                    | 2  | Francisco Gatinho    |
| D                    | 3  | Oscar Tarrío         |
| G                    | 4  | Francisco Gomes      |
| M                    | 5  | Alberto Gomes        |
| M                    | 6  | Mariano Amaro        |
| A                    | 7  | / Alejandro Scopelli |
| A                    | 8  | Artur Quaresma       |
| A                    | 9  | Rafael Correia       |
| A                    | 10 | Perfeito             |
| A                    | 11 | Horácio Tellechea    |
| Entraîneur :         |    |                      |
| / Alejandro Scopelli |    |                      |